# Опольський повіт (Опольське воєводство)
Опольський повіт (пол. powiat opolski) — один з 11 земських повітів Опольського воєводства Польщі.
Утворений 1 січня 1999 року в результаті адміністративної реформи.

## Географія
Річки: Прушковський Потік.

## Загальні дані
Повіт знаходиться у центральній частині воєводства.
Адміністративний центр — місто Ополе (не входить до складу повіту).
Станом на 1.01.2008 населення становить 134 696 осіб, площа 1586,57 км².

## Демографія
Демографічні дані повіту станом на 30.06.2005:
|       | Всього  | Всього | Жінки  | Жінки | Чоловіки | Чоловіки |
| ----- | ------- | ------ | ------ | ----- | -------- | -------- |
|       | осіб    | %      | осіб   | %     | осіб     | %        |
| Повіт | 135 081 | 100    | 69 256 | 51,3  | 65 825   | 48,7     |
| Міста | 19 586  | 100    | 10 165 | 51,9  | 9421     | 48,1     |
| Села  | 115 495 | 100    | 59 091 | 51,2  | 56 404   | 48,8     |